# 항대사 물질
항대사 물질(抗代謝物質) 또는 대사길항물질(代謝拮抗物質)은 정상 대사의 일부인 또 다른 화학물질인 대사물질의 사용을 억제하는 화학물질이다. 이러한 물질은 종종 엽산의 사용을 방해하는 항엽산제와 같이 방해하는 대사산물과 구조가 유사하다. 따라서 경쟁적 억제가 발생할 수 있고 항대사 물질의 존재는 세포 성장 및 세포 분열 중단과 같은 세포에 독성 영향을 미칠 수 있으므로 이러한 화합물은 암에 대한 화학 요법으로 사용된다.